# Kamaniskeg Lake
Kamaniskeg Lake är en sjö i Kanada.   Den ligger i countyt Hastings County och provinsen Ontario, i den sydöstra delen av landet, 160 km väster om huvudstaden Ottawa. Kamaniskeg Lake ligger 280 meter över havet. Arean är 22,9 kvadratkilometer. Den sträcker sig 12,9 kilometer i nord-sydlig riktning, och 7,3 kilometer i öst-västlig riktning.
I omgivningarna runt Kamaniskeg Lake växer i huvudsak blandskog. Runt Kamaniskeg Lake är det mycket glesbefolkat, med 3 invånare per kvadratkilometer.